# Mark Mothersbaugh
Mark Mothersbaugh (* 18. května 1950) je americký zpěvák a hudební skladatel. V letech 1972 až 1991 a znovu od roku 1996 působí v rockové skupině Devo. Od osmdesátých let se věnuje také skládání filmové hudby; mezi jeho díla patří hudba k filmům Legendy z Dogtownu (2005), 21 Jump Street (2012) nebo Frajeři ve Vegas (2013). Mimo to se také věnuje malířské činnosti a vydal také několik sólových alb. Jeho bratrem je kytarista Bob Mothersbaugh, který rovněž působí ve skupině Devo.